# Blekendorf
Blekendorf er en by og kommune i det nordlige Tyskland, beliggende i Amt Lütjenburg i den nordøstlige del af Kreis Plön. Kreis Plön ligger i den østlige/centrale del af delstaten Slesvig-Holsten.

## Geografi
Blekendorf er beliggende ved Bundesstraße 202 omkring 4 km øst for von Lütjenburg ved Hohwachter Bucht. I kommunen ligger ud over Blekendorf, landsbyerne Friederikenthal, Futterkamp, Kaköhl, Nessendorf, Rathlau, Sechendorf og Sehlendorf.
Den ligger i et bakket morænelandskab med bakker op til 110 moh. Omkring Sehlendorfer Binnensee findes et 230 ha. stort Landskabs- og Naturschutzgebiet.